# Карім Онісіво
Карім Онісіво (нім. Karim Onisiwo, нар. 17 березня 1992, Відень) — австрійський футболіст, нападник клубу «Ред Булл» (Зальцбург).

## Клубна кар'єра
У дорослому футболі дебютував 2010 року виступами за команду «Остбан» з австрійської Регіоналліги, в якій провів один сезон, взявши участь у 23 матчах чемпіонату. Згодом грав на тому ж рівні за «Ноймарт» та «Аустрію» (Зальцбург).
З літа 2014 року півтора сезони захищав кольори команди клубу «Маттерсбург», перший з яких команда грала у Першій лізі, а другий — вже в австрійській Бундеслізі. Граючи за «Маттерсбург» здебільшого виходив на поле в основному складі команди. І в цій команді продовжував регулярно забивати, в середньому 0,39 раза за матч чемпіонату.
На початку 2016 року лідер атак «Маттерсбурга» перейшов до німецького клубу «Майнц 05».
2 січня 2025 року повернувся до Австрії, підписавши контракт з «Ред Буллом».

## Виступи за збірні
2014 року провів одну гру у складі молодіжної збірної Австрії. Наступного року дебютував в офіційних матчах у складі національної збірної Австрії.